# Resolució 579 del Consell de Seguretat de les Nacions Unides

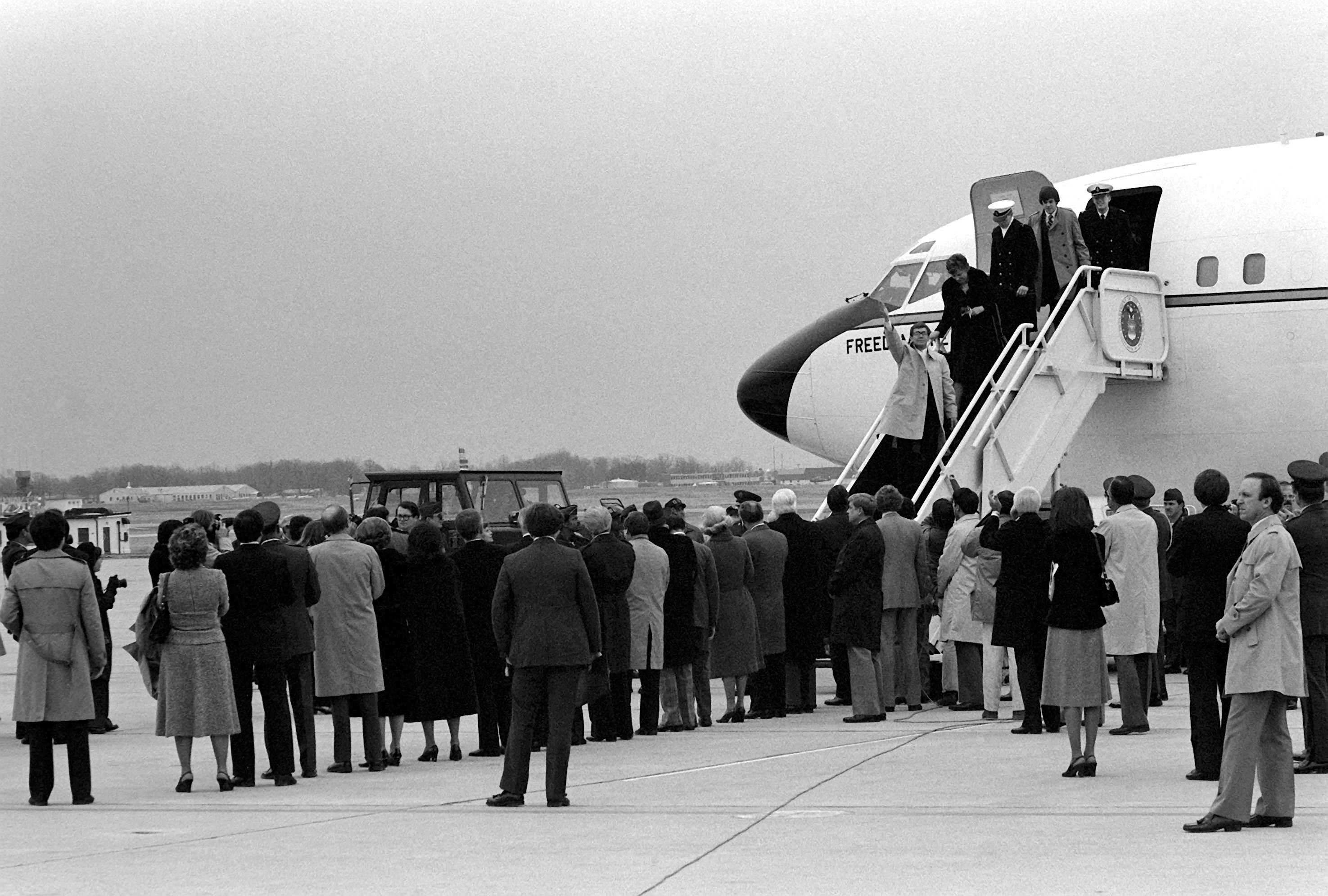
Imatge del retorn dels ostatges.

La Resolució 579 del Consell de Seguretat de les Nacions Unides, fou aprovada per unanimitat el 18 de desembre de 1985. En una reunió convocada pels Estats Units, el Consell va expressar la seva profunda preocupació per la prevalença d'incidents de presa d'ostatges que van tenir conseqüències greus per a la comunitat internacional i les relacions entre estats.
El Consell va recordar diverses reunions de l'Assemblea General de les Nacions Unides i altres, condemnant tots els incidents de presa d'ostatges i segrestos i demanant l'alliberament segur immediat d'ostatges allà on estiguin. També va afirmar la responsabilitat dels Estats membres en el territori on es retenen els ostatges per prendre totes les mesures apropiades per assegurar l'alliberament segur d'ostatges.
La resolució també va demanar als Estats membres que no siguin part en la Convenció Internacional contra la Presa d'ostatges a formar-ne part i altres tractats. Finalment, el Consell va instar una major cooperació a l'hora d'idear i adoptar mesures efectives d'acord amb el dret internacional per facilitar el processament, la prevenció i el càstig de tots els actes de presa d'ostatges com a "manifestacions del terrorisme internacional".